# كلينتون هيل
كلينتون هيل (بالإنجليزية: Clinton Hill)‏ هو رسام أمريكي، ولد في 1922، وتوفي في 2003.

## وصلات خارجية
- الموقع الرسمي